# Carlos Mosibe
Carlos Mosibe (1993. március 12. –) egyenlítői-guineai labdarúgó, az Atlético Malabo kapusa.